# Kabupaten Mamuju Utara
Kabupaten Mamuju Utara (engelska: North Mamuju Regency) är ett kabupaten i Indonesien.   Det ligger i provinsen Sulawesi Barat, i den centrala delen av landet, 1 500 km öster om huvudstaden Jakarta. Antalet invånare är 134 369.